# Velence Korzó
A Velence Korzó Fejér vármegye harmadik legnagyobb és második legmodernebb bevásárlóközpontja.[forrás?]

## Története
A Velencei-tó kapuja projekt ötlete már 2006-ban megszületett, majd végül 2011-ben az Európai Unió, a Magyar Állam, valamint Velence Város közös támogatásával és finanszírozásával elkezdődött a beruházás megvalósítása.
A Velence Korzó szolgáltatóház építése 2011-ben indult el, amikor Velence polgármestere Oláhné Surányi Ágnes Velence polgármestere valamint a képviselő-testület elhatározta, hogy  a Szabadstrand helyén, bevásárlóközpontot épít. Az építkezés négy évig tartott. A bevásárlóközpontot 2014. május 30-án adták át. A tó mentén facölöpös partfonalakat is építettek, fákat is ültettek, és felújították a régi parkolóit; éttermeket, fagylaltozókat nyitottak, valamint hosszan elnyúló, megvilágított sétányokat is létrehoztak.

## Elhelyezkedése
A Velence Korzó a velencei Tópart utca 47-52-es számok között helyezkedik el. Közúton északról és délről, valamint tömegközlekedéssel is megközelíthető. Az üzletközpont keleti részén, 2017. június 1-én bocsátották először útjára az úgynevezett Velence Buszt, hogy megkönnyítsék vele a velencei tömegközlekedést.

## Szolgáltatások
A Velence Korzó három szintjén összesen 24 üzlet található, illetve egy 560 férőhelyes parkoló is üzemel az épülettől északra. Az épület északi részén SPAR Szupermarket, a közepén Decathlon sportáruház (2020 végétől elköltözött) és további üzletek találhatók. A keleti részen hazai és nemzetközi divatcégek képviseltetik magukat. Az épület déli részén egy három éttermet tartalmazó étteremkomplexum fekszik. Emellett a korzó udvarán egy 9670 négyzetméteres strand, valamint büfék és bárok vannak jelen. A Korzó tetején található óriási színpadon a nyári színházi fesztivál idején előadásokat tartanak.

## Képgaléria

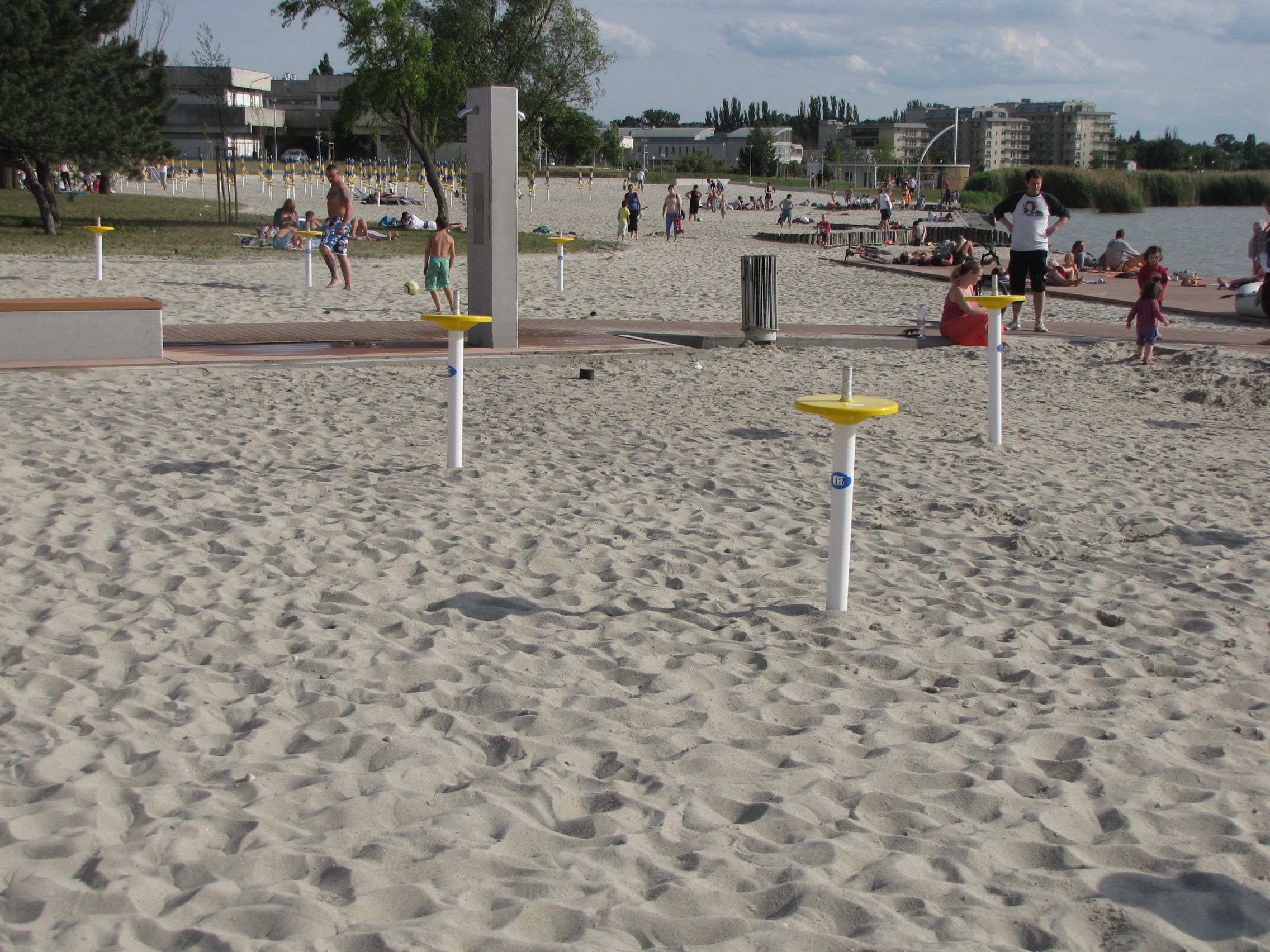
Homokos part
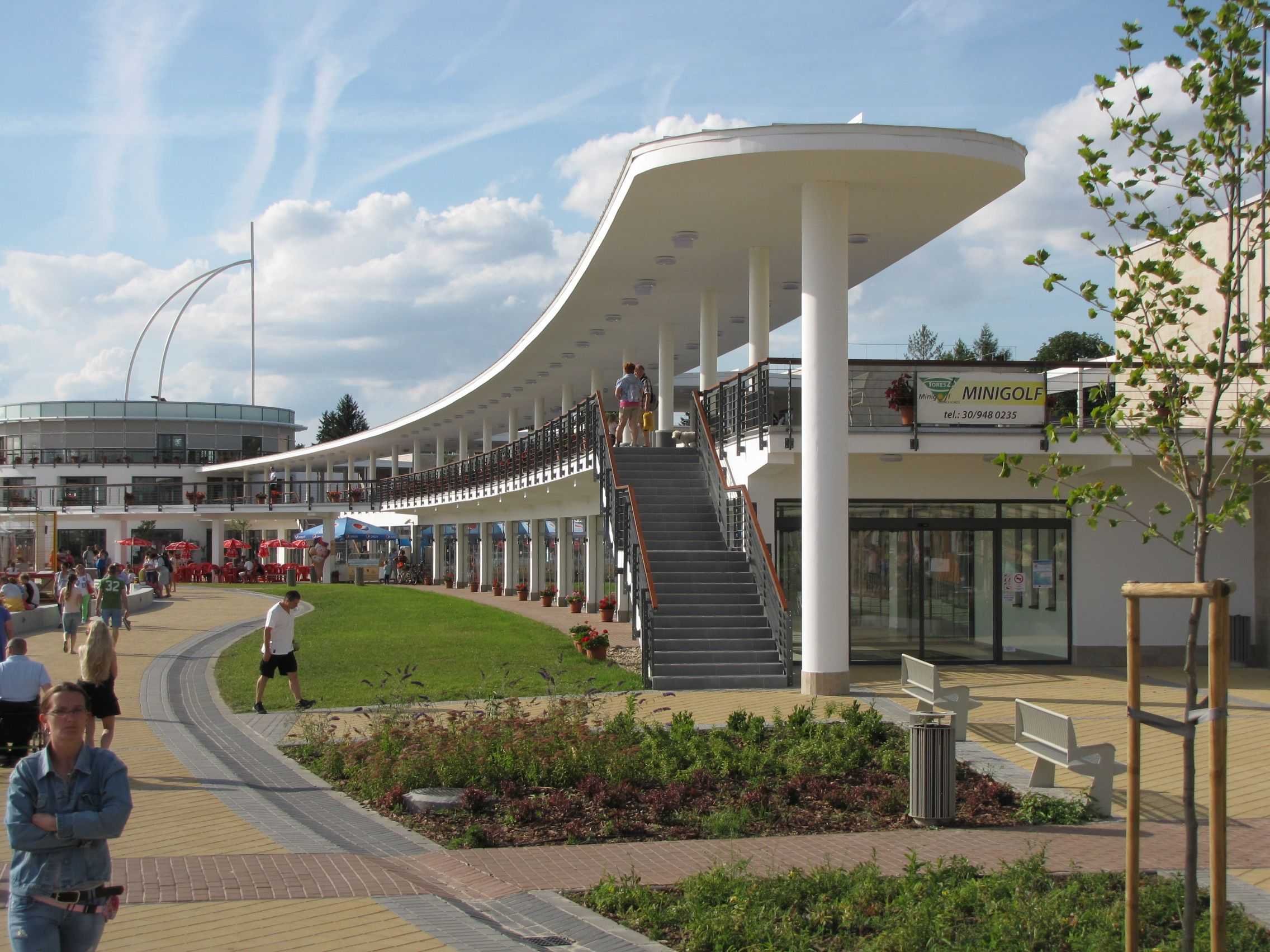
A Korzó déli oldala
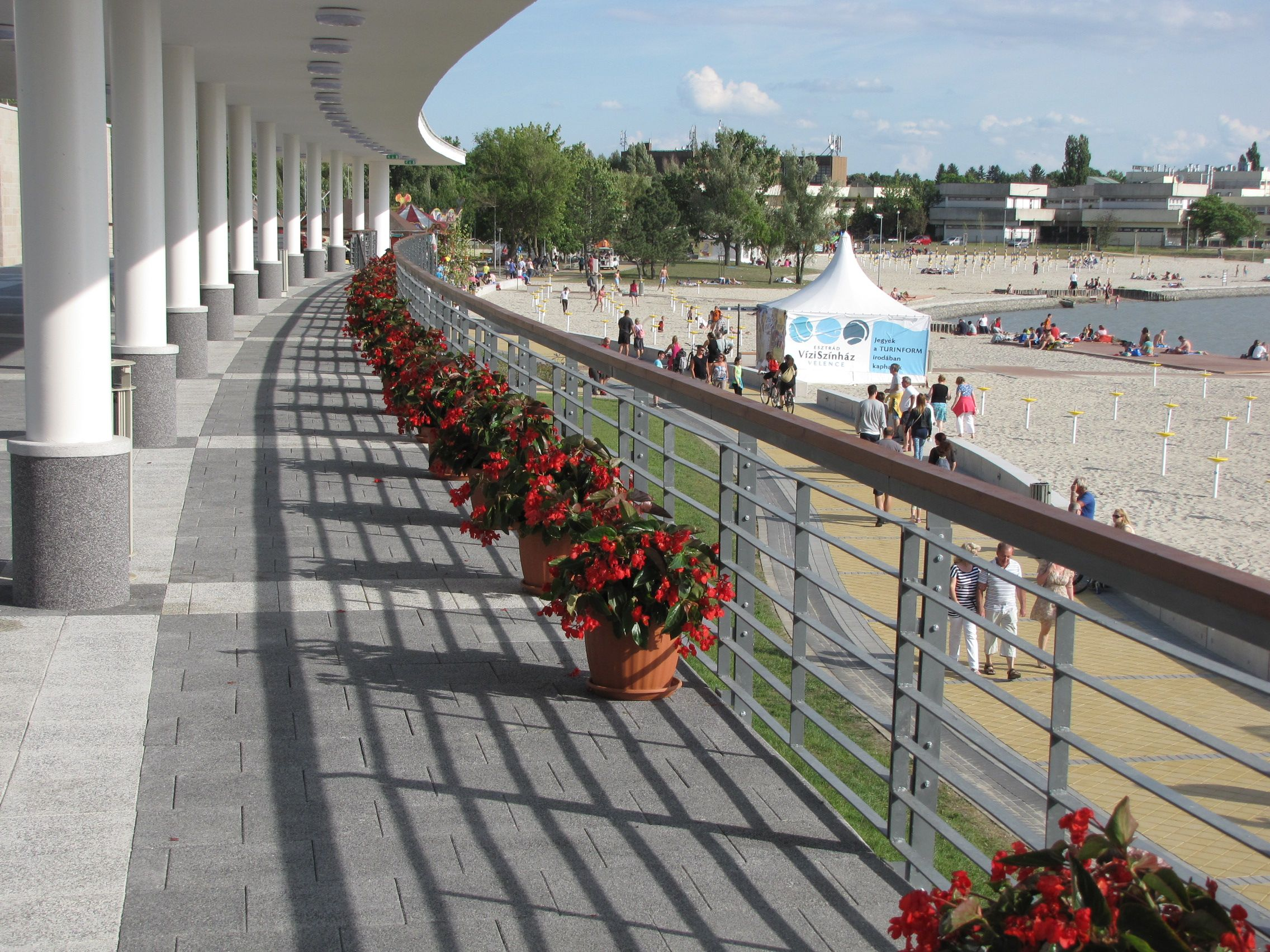
A Korzó északi oldala
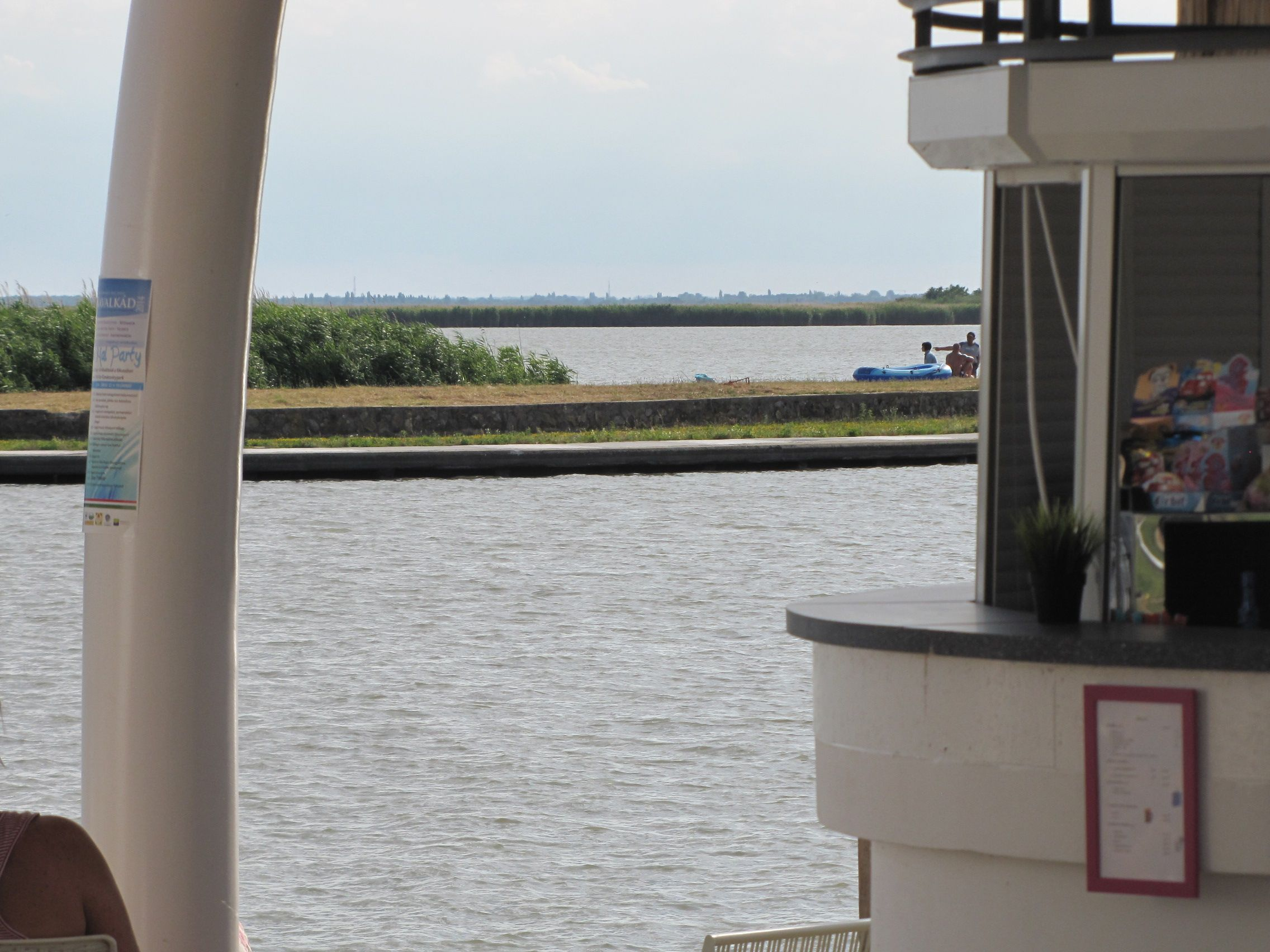
Kilátás a tóra
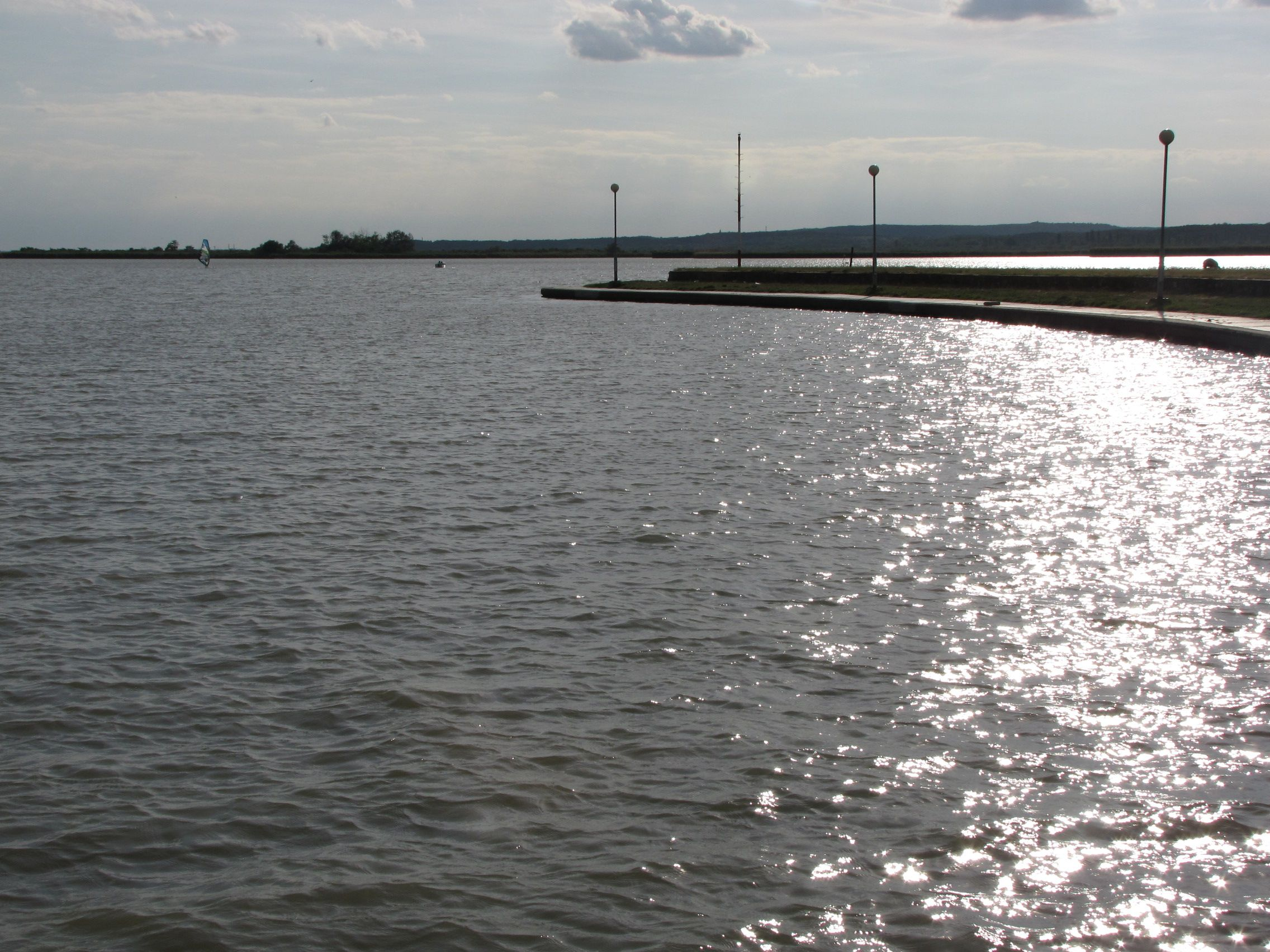
Tópart